# フェルディナント4世 (ローマ王)
フェルディナント4世（Ferdinand IV.，1633年9月8日 - 1654年7月9日）は、ハンガリー国王（在位：1647年 - 1654年）・ボヘミア国王（在位：1646年 - 1654年）・ローマ王（在位：1653年 - 1654年）。神聖ローマ皇帝フェルディナント3世の長男で、レオポルト1世の兄。母はスペイン国王フェリペ3世の娘マリア・アンナ。

## 生涯
幼い頃に、父親よりオーストリア大公の役割を引き継いだ。1646年、フェルディナント4世はボヘミア国王およびテシェン公となり、1646年8月5日に戴冠式を行った。また、ハンガリー・クロアチア王位も与えられ、戴冠式は1647年6月16日にプレスブルクで行われた。
フランスがローマ王選挙の制度を変更しようとした後、皇帝フェルディナント3世はフランスの威信の低下を利用して、1653年の帝国選挙においてフェルディナント4世をローマ王、そして事実上の神聖ローマ皇帝の後継者に据えることに成功した。フェルディナント4世は1653年5月31日にその地位に就いた後、1653年6月18日にラティスボン（レーゲンスブルク、現在のドイツ南東部）で戴冠式を行った。しかし、フェルディナント4世は1654年7月9日に天然痘によりウィーンで父に先立ち死去した。生き長らえていれば、従妹であるスペイン国王フェリペ4世の娘マリア・テレサと結婚する予定であった。弟レオポルト1世が新たな後継者に立てられた。